# White Tower (Tower of London)

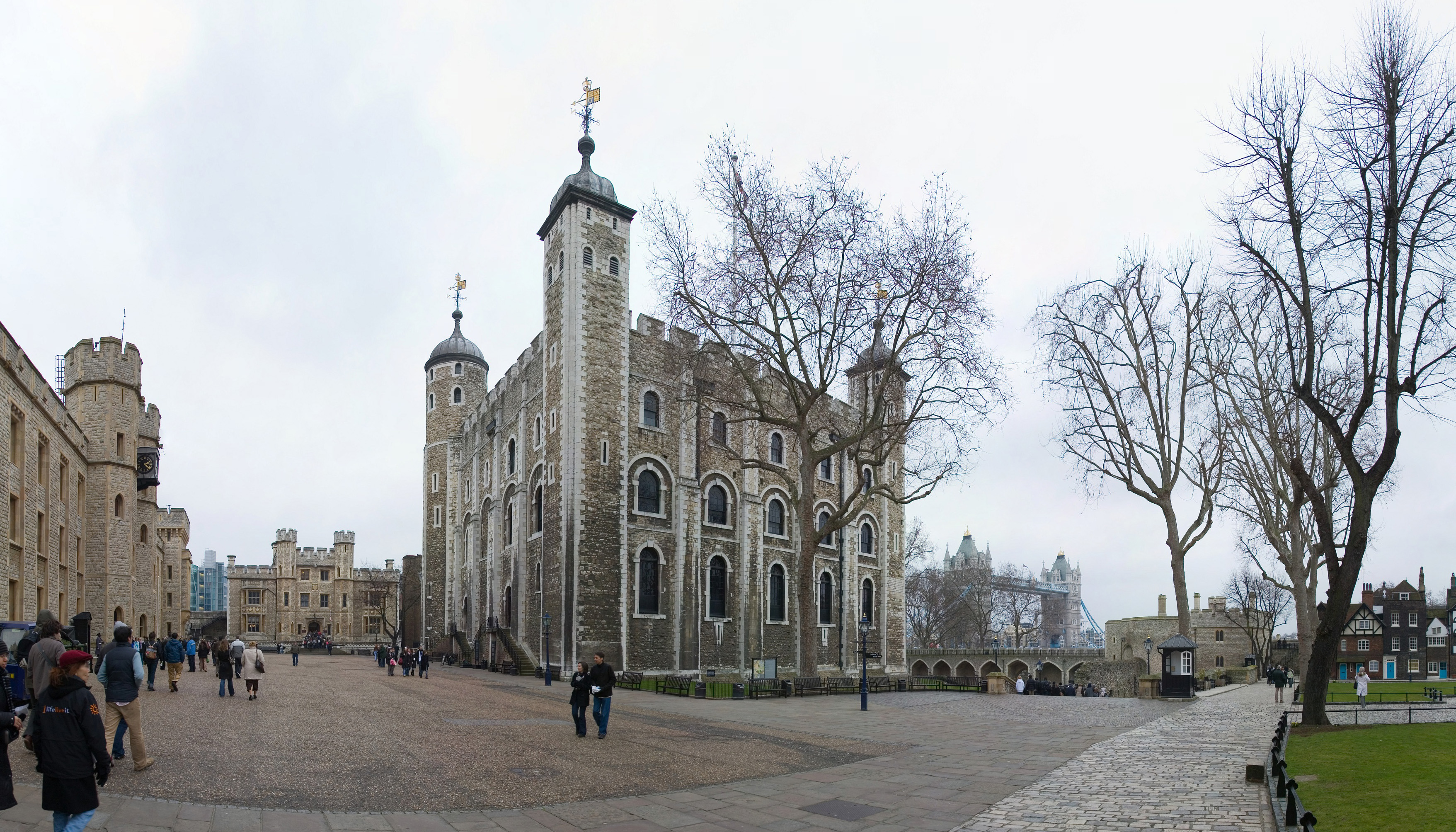
Biała Wieża na tle dziedzińca twierdzy

White Tower – najstarszy fragment i jednocześnie centralny punkt Twierdzy Tower w Londynie pełniący funkcje stołpu.
Obecnie znajduje się pośrodku dziedzińca i jest otoczona innymi wieżami - Wieżą Beauchamp (Beauchamp Tower), Wieżą Wakefielda (Wakefield Tower) oraz Krwawą Wieżą (Bloody Tower) i innymi obiektami - Skarbcem (Jewel House), Dziedzińcem (Green Tower), Domem Królowej (Queen’s House) i Średniowiecznym Pałacem (Medieval Palace).
Wieża ma wysokość 27,4 metra, jej mury mają grubość ponad 4,5 metra u podstawy i ponad 3,35 metra u góry. Zbudowana jest na planie prostokąta o bokach długości 35,9 metra i 32,6 metra. Trzy z czterech wież wznoszących się z każdego rogu White Tower są w przekroju kwadratowe, czwarta wznosząca się od północnego zachodu jest okrągła. W tej ostatniej mieściło się pierwsze Królewskie Obserwatorium (Royal Observatory). Na wszystkich wieżach znajdują się metalowe kurki z chorągiewkami pochodzące z 1669 roku.

## Historia

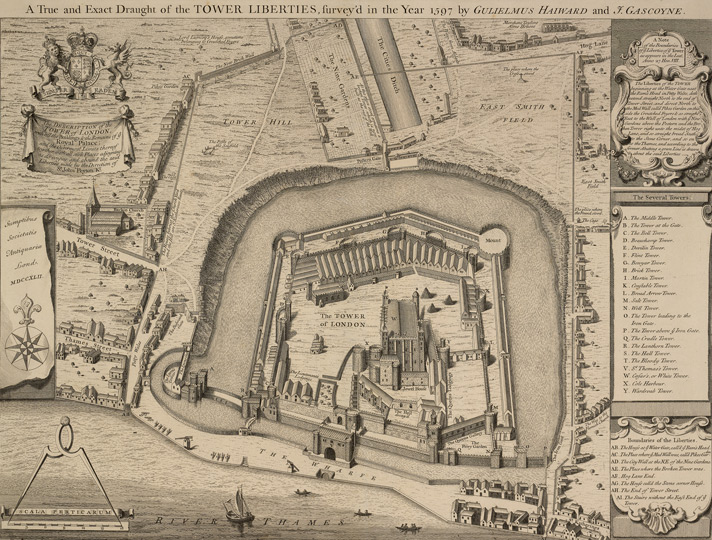
Plan Twierdzy Tower z Białą Wieżą z 1597 roku

Jej powstanie szacuje się na około 1100 rok (prawdopodobnie 1097 rok, chociaż źródła nie są zgodne i podają także datę 1087). Wieża została zaprojektowana przez Gundulfa, biskupa Rochester i zbudowana z kamienia specjalnie sprowadzonego z Francji. 
Jej budowę rozpoczął Wilhelm Zdobywca w 1070 roku, aby wzmocnić swą militarną pozycję w dopiero co podbitym kraju. Budowę 

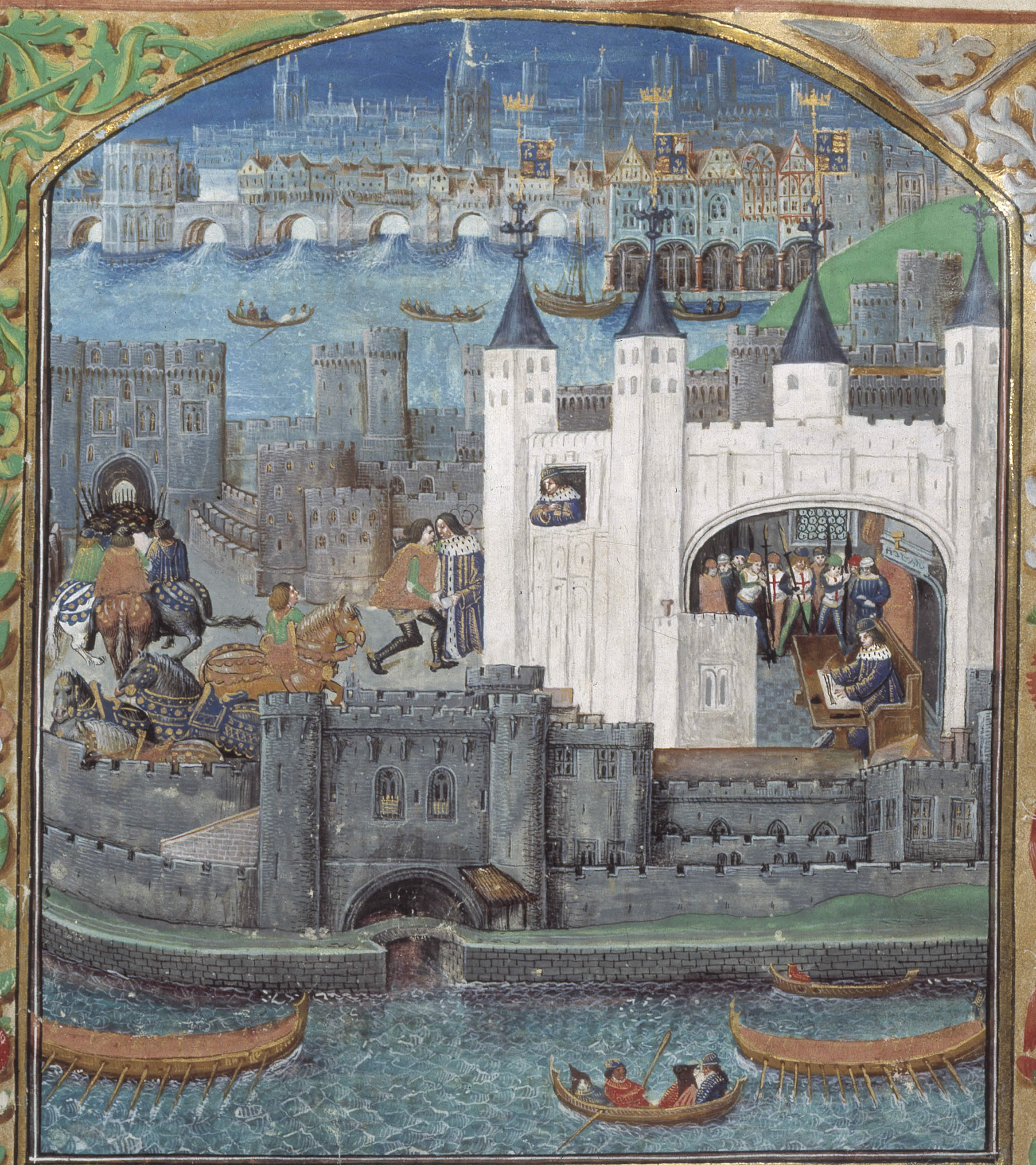
Wizerunek wieży na XV wiecznym manuskrypcie z poematami Karola Orleańskiego, byłego więźnia wieży

dokończyli następcy - Wilhelm II Rudy i Henryk I. Znajdowała się wówczas w południowo-wschodnim kącie miasta, bezpośrednio przylegającym do Tamizy. Charakterystyczną cechą była jedna wieża o wysokości 30 metrów, najwyższa w Londynie w ówczesnych czasach, a także z czasem symbol władzy królewskiej. 
W XII wieku król Ryszard I Lwie Serce stworzył z Białej Wieży twierdzę otoczoną fosą. Wydrążoną fosę miała napełniać woda z Tamizy, ale założenia te udało się zrealizować dopiero Henrykowi III w XIII wieku. Zatrudniono wtedy holenderskich budowniczych, którzy oprócz fosy dokończyli także zrefundowaną w 1240 roku przez Henryka III kaplicę św. Jana (Chapel of St John).
Twierdza wraz z Wieżą do XVI wieku była siedzibą monarchów angielskich (później dwór został przeniesiony do Pałacu Westminsterskiego). Po 1747 roku w Twierdzy mieściła się królewska mennica, archiwum i menażeria, a pomieszczenia w Białej Wieży miały służyć przede wszystkim jako zbrojownia; w późniejszym czasie zaczęto przechowywać tu zbiory uzbrojenia narodowego. Obecnie można oglądać najważniejsze z nich. Wieża, jak i cała Twierdza przeszły wielokrotne przebudowy. Jedną z takich renowacji było usunięcie skośnego dachu w 1490 roku i dobudowanie kolejnej kondygnacji, oraz odnowienie Twierdzy po jej pożarze w 1841 roku.
W wieży znajduje się romańska kaplica św. Jana, wykonana z białego kamienia sprowadzonego specjalnie z Francji, z doskonale zachowanym stylem z epoki - przeważają skromne dekoracje i surowy wygląd. Początki tej kaplicy datowane są na 1080 rok i tworzą najstarszą świątynię w Londynie. 
Od XVI wieku Twierdza, a wraz z nią Wieża nie kojarzyły się zbyt dobrze - było to miejsce więzienia i stracenia zdrajców politycznych, religijnych itp. Wieża sąsiaduje bezpośrednio z Tower Hill, gdzie dokonywano egzekucji więźniów m.in. św. Tomasza Morusa w 1535 roku (m.in. autora "Utopii") i rok później Anny Boleyn – drugiej żony Henryka VIII.

## Muzea i wystawy

### Zbrojownia królewska oraz galeria broni

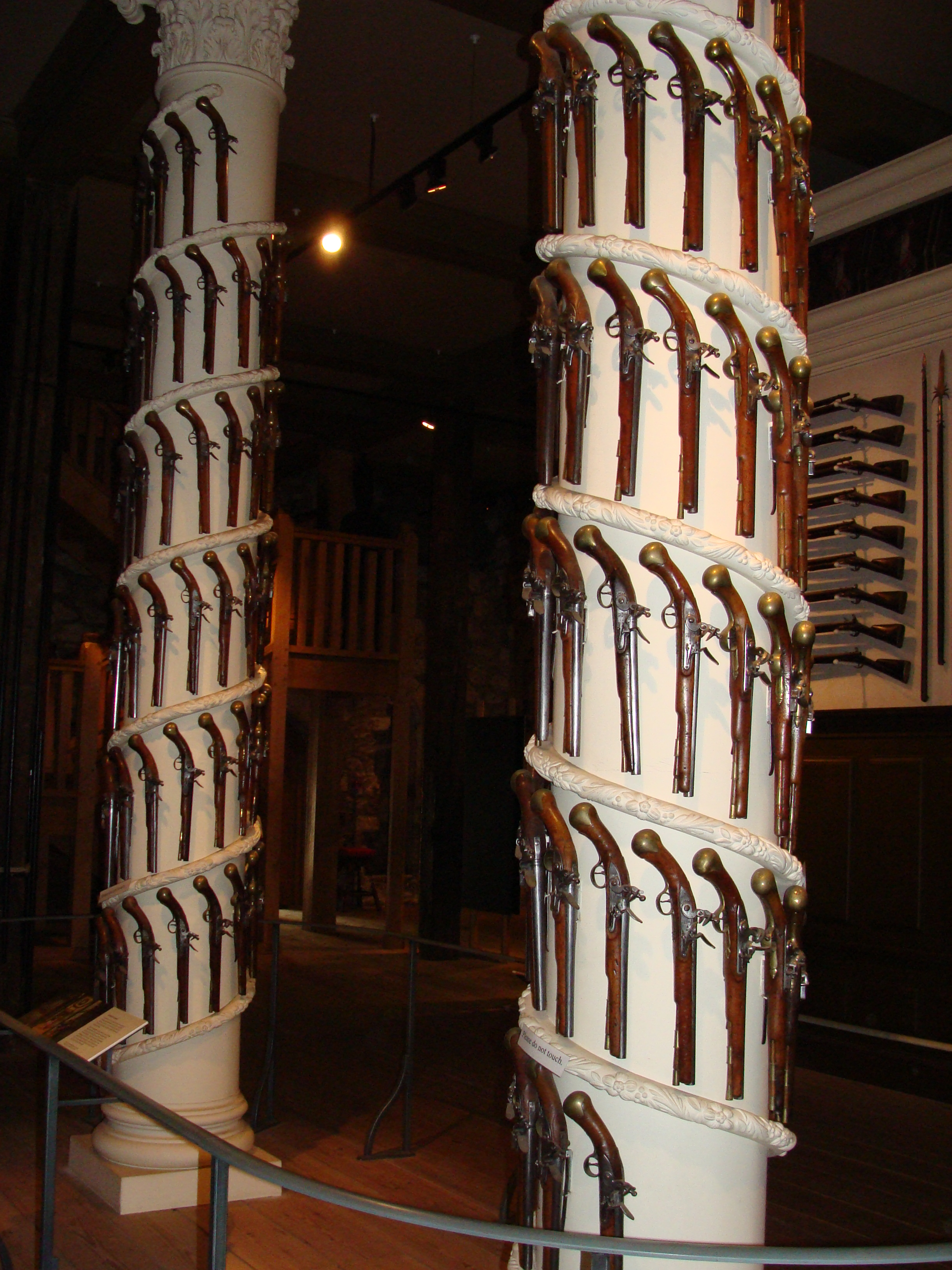
Ekspozycja pistoletów w Białej Wieży

Sale przeznaczone obecnie na zbrojownię oraz galerie broni mieszczą się na pierwszym piętrze. Pierwotnie pełniły funkcję reprezentacyjną zamku normandzkiego i były dwukrotnie wyższe niż obecne.
Sala przeznaczona na zbrojownię, nazywaną również "hiszpańską", znajduje się od wschodu wieży, jest niewielka i prawdopodobnie miała kiedyś funkcję przedsionka następnej sali - balowej – jednocześnie przylega ona bezpośrednio do kaplicy św. Jana. Obecnie w tej sali znajduje się wystawa poświęcona historii i funkcji White Tower, a także historii stosowanych w niej tortur. W drugiej sali znajduje się kolekcja zbroi m.in. z czasów Tudorów i Stuartów, większość specjalnie przygotowana dla Henryka VIII (jedna z tych zbroi miała przykrywać nie tylko króla ale także jego konia). Na specjalną uwagę zasługuje zbroja Karola I wykonana w Holandii i pokryta złotem.

### Galeria artylerii
Znajduje się na drugim piętrze i mieści się w salach, które w tej chwili prezentują wystawy czasowe. Powstała podczas dobudowania kolejnej kondygnacji w 1490 roku. Sale te przeznaczone były do przechowywania broni, a od 1603 roku także prochu strzelniczego (wtedy położono nową posadzkę). W rok po wielkim pożarze Londynu w Wieży znajdowało się około 10 tysięcy beczek prochu.

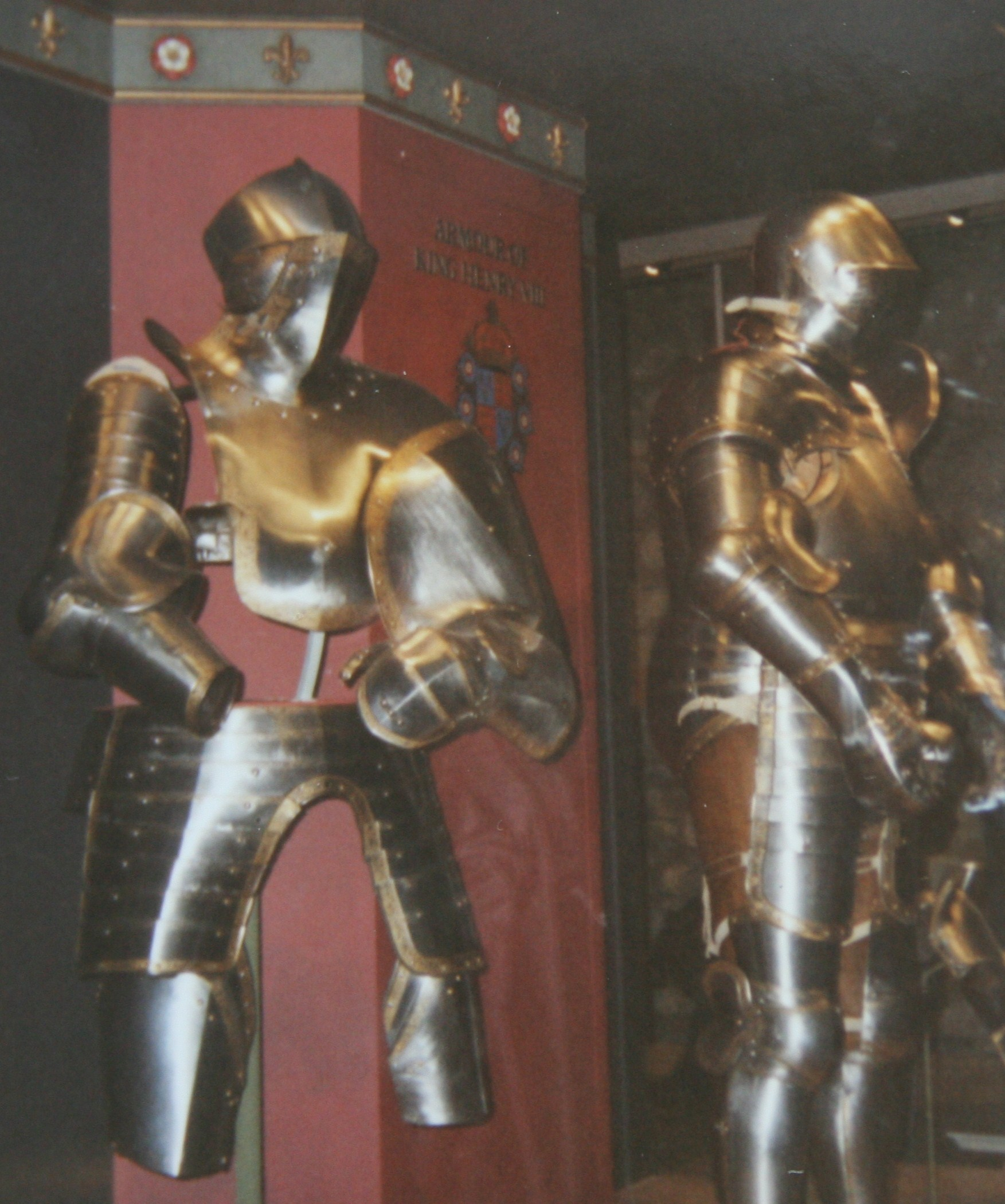
Ekspozycja zbroi

### Mała zbrojownia i krypta
Mieszczą się na parterze od zachodu wieży i prawdopodobnie służyły początkowo jako mieszkania. Sale te w tej chwili pełnią funkcję wystawową - służą do prezentacji bagnetów, mieczy, pistoletów, muszkietów oraz pik. Do najważniejszych eksponatów należą - broń odebrana spiskowcom, planującym zamach na Wilhelma III w 1696 roku, oraz drewniany blok z 1747, na którym stracono ostatniego ściętego - lorda Lovata. Do pożaru Twierdzy w 1841 roku broń tą przechowywano w magazynie.

### Poczet królów
Jest to kolekcja dziesięciu rzeźb pochodząca z czasów Tudorów. Rzeźby naturalnej wielkości przedstawiają wybitnych władców siedzących na koniach. Wcześniej, osiem z nich znajdowało się w Domu Królowej (Queen’s House) w Greenwich – jednego z ulubionych pałac Henryka VIII. W 1688 roku rzeźbiarz Grinling Gibbons wykonał siedemnaście nowych modeli, lecz zachował się prawdopodobnie tylko jeden z nich.

## Historyczni więźniowie i wydarzenia
Ranulf Flambard, biskup Durham, był pierwszym odnotowanym więźniem twierdzy Tower, który został uwięziony w Białej Wieży. Jego uwięzienie zlecił król Henryk I w 1100 roku. Flambard uciekł z Wieży w 1101 roku przy pomocy przemyconych dla niego lin i udał się do Normandii.
Gruffydd ap Llywelyn Fawr, syn walijskiego księcia Llywelyna, zmarł podczas próby ucieczki w 1244 roku. Użył zaimprowizowanej liny wykonanej z blach i odzieży, aby wydostać się przez okno z południowej strony wieży. Jednak był zbyt ciężki i spadł. Jego ciało zostało odkryte rano przez Yeomen Warders – strażników Twierdzy Londyńskiej.
W tej wieży Ryszard II został zmuszony 29 września 1399 roku do abdykacji na rzecz Henryka IV, a Ryszard III zamordował tam prawdopodobnie króla Edwarda V i jego młodszego brata Ryszarda, a w 1483 roku skazał lorda Hastingsa na śmierć za zdradę.
Istnieją także podejrzenia, że dwóch książąt, synów i następców Edwarda IV, było także zamordowanych w Białej Wieży a nie w Krwawej, jak powszechnie sądzono. Zostali oni wtrąceni do Tower przez wuja Ryszarda z Gloucester (później króla Ryszarda III), po śmierci ich ojca w 1483 roku. Nigdy jednak nie ustalono, czy szczątki ciał znalezione pod schodami w Białej Wieży faktycznie należą do książąt-braci.
W 1974 roku doszło do wybuchu bomby moździerzowej w jednym z pokoi Białej Wieży, zabijając jedną i raniąc 41 osób. Policja podejrzewała o to Irlandzką Armię Republikańską.

## Galeria

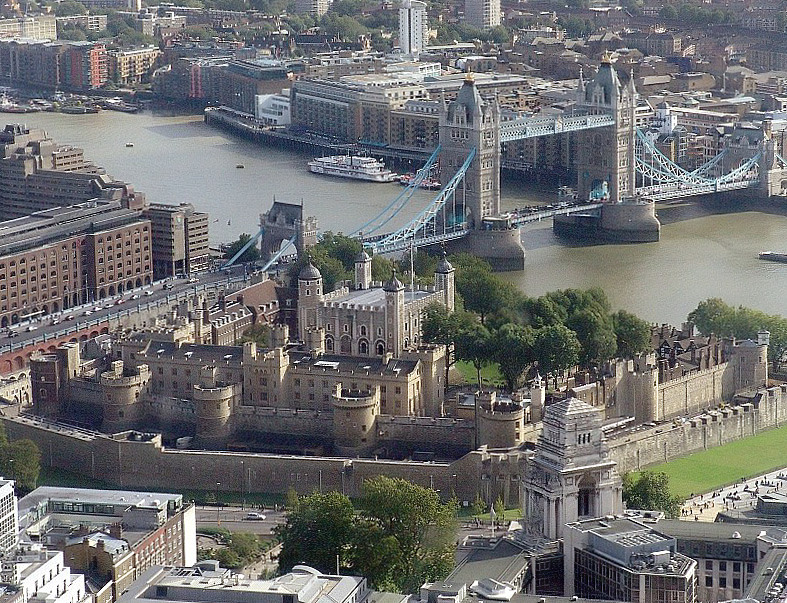
Biała Wieża wraz z Twierdzą Tower z lotu ptaka
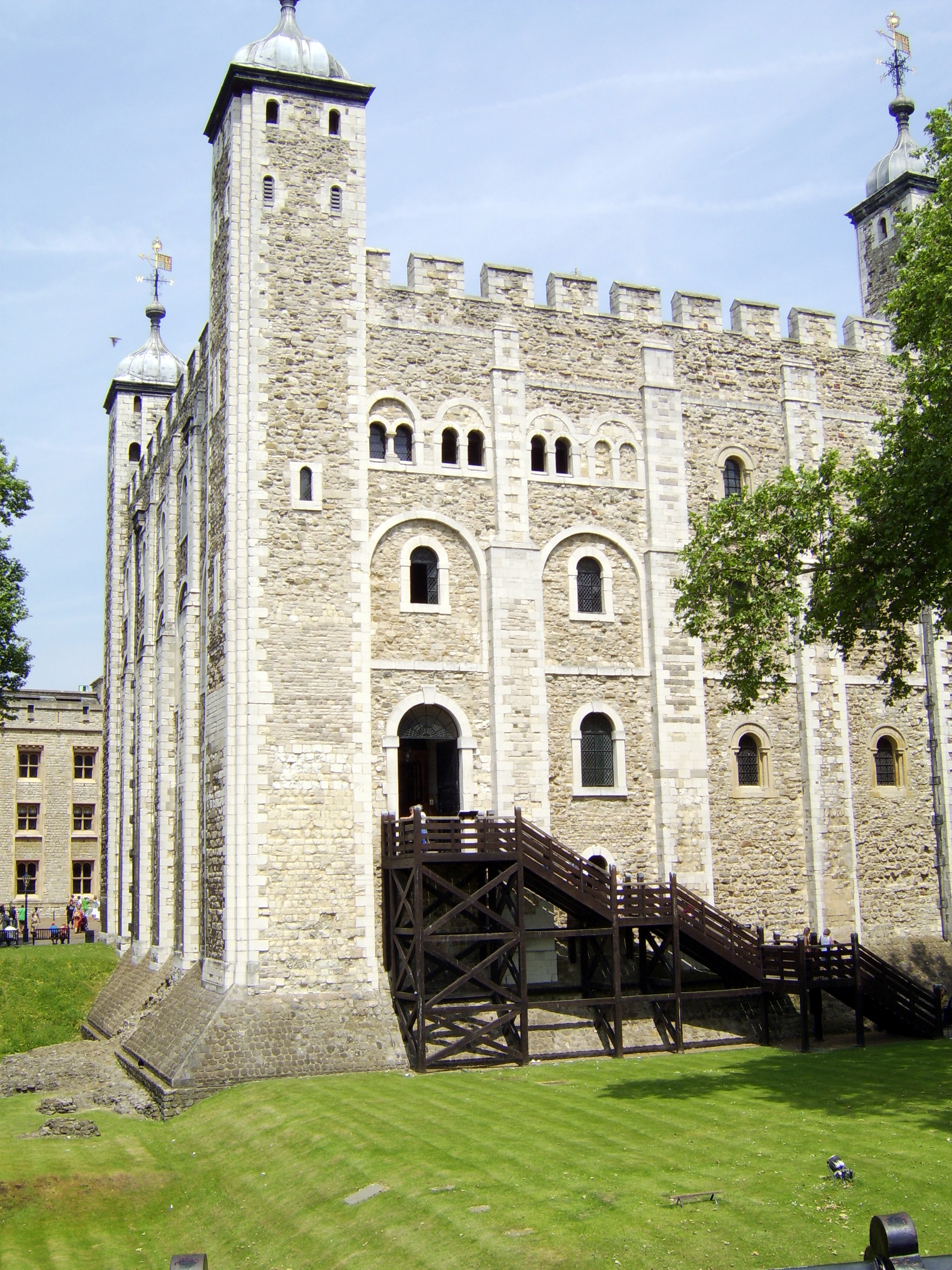
Biała Wieża (White Tower) – widok od północnego zachodu, widoczne zrekonstruowane wejście na 1 piętro wieży
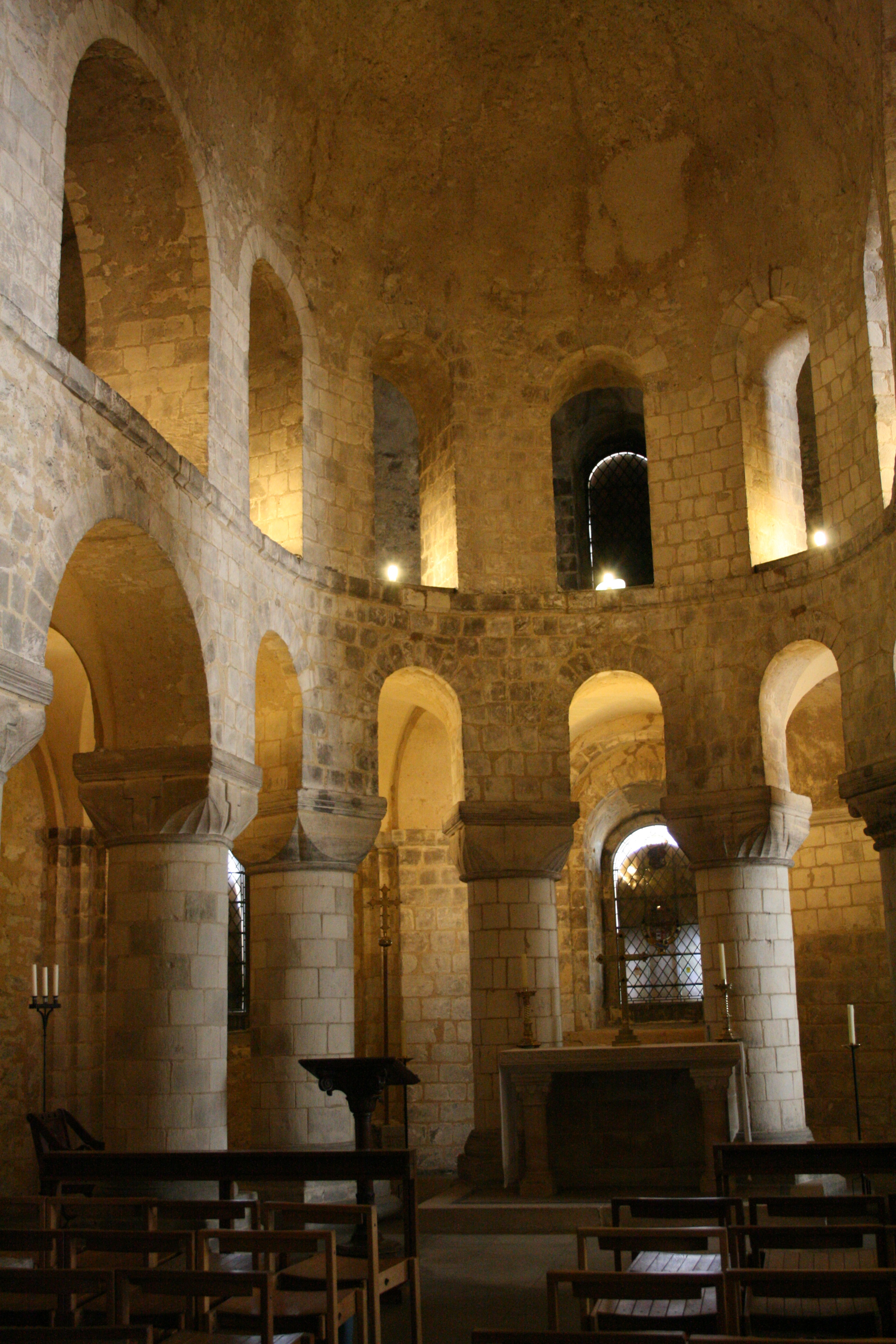
Romańska kaplica we wnętrzu wieży
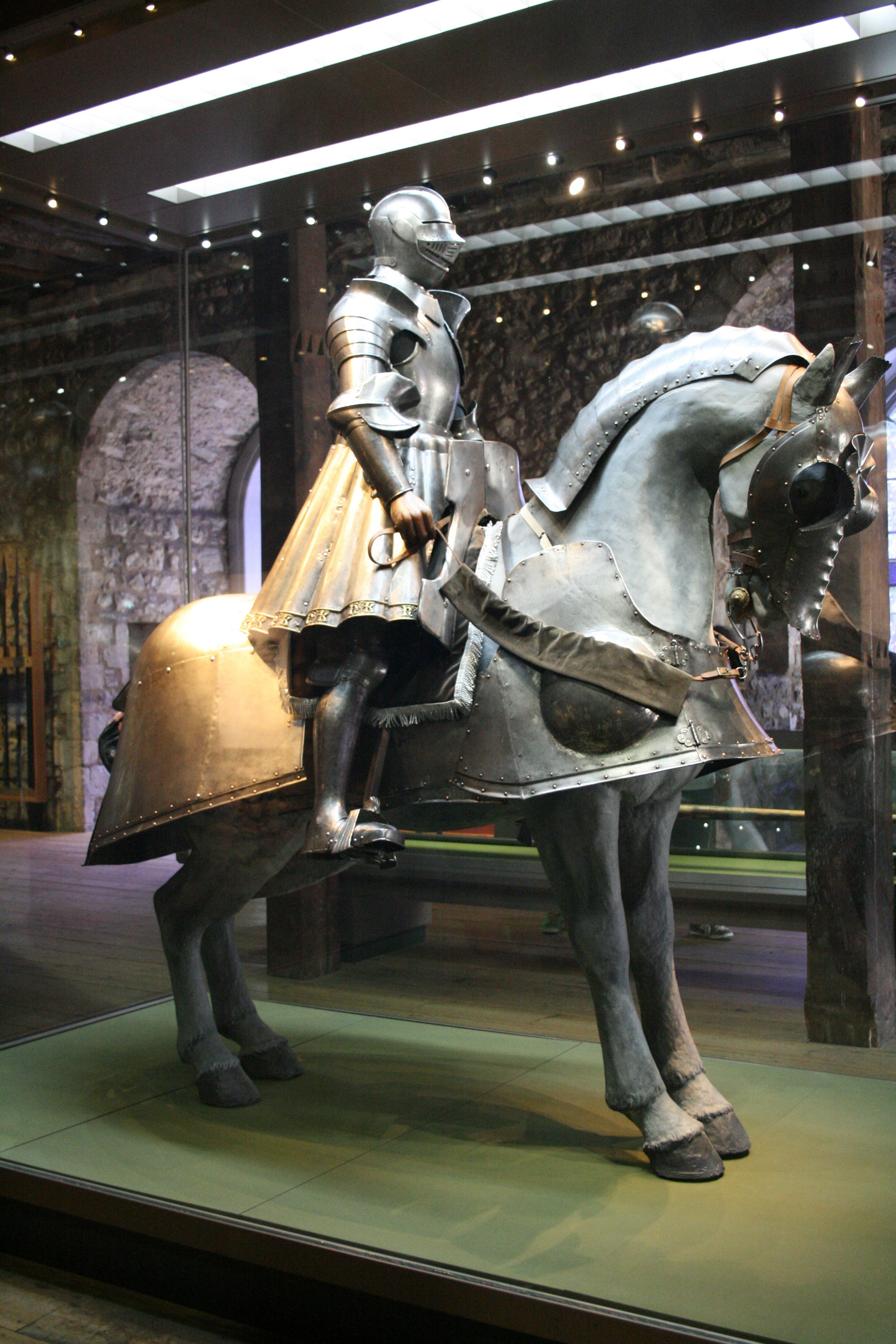
Fragment ekspozycji poświęconej zbrojom